# AMR 33
L'AMR 33  (AutoMitrailleuse de reconnaissance Renault modèle 1933) è stato un carro armato leggero francese ideato nei primi anni trenta; adatto alla sola ricognizione per le assai modeste qualità belliche, era obsoleto allo scoppio della seconda guerra mondiale ed ebbe limitato impiego.

## Storia
Nel luglio del 1930, preoccupato dalla forzata meccanizzazione dell'Armata Rossa, il governo francese stese un piano per creare una forza di protezione atta a mantenere quel "cordone sanitario" che le potenze alleate avevano creato ai confini occidentali della Russia bolscevica dalla fine della prima guerra mondiale: prevedeva la costituzione di 5 divisioni di fanteria motorizzata e 5 di cavalleria con una brigata motorizzata ciascuna. Si decise che, a partire dal 1934, la 4ª divisione di cavalleria sarebbe stata la prima a essere trasformata; per equipaggiarla furono emesse il 16 gennaio 1932 le specifiche per un veicolo da 3 tonnellate completamente cingolato, preposto alla ricognizione ma capace anche di sostenere combattimenti limitati, tanto che fu dotato di scafo corazzato e di una mitragliatrice. Esso fu denominato AMR, ovvero Auto Mitrailleuse de Cavalerie type Reconnaissance.

### Sviluppo
Già da alcuni mesi il governo si era rivolto alla Renault e alla Citroën per realizzare il progetto: mentre la seconda azienda si basò sul semicingolato Citroën-Kégresse P28 per costruire il nuovo veicolo, la prima ditta preferì adottare un mezzo che era allo studio dai primi di novembre del 1931, ispirato alla chenillette Renault UE, che però era stato rifiutato per le troppo ridotte dimensioni. Una simile decisione fu presa per non aggravare i problemi finanziari di cui la Renault stava soffrendo in quel periodo, che un nuovo investimento avrebbe peggiorato.
Il 21 novembre dunque la Sezione Tecnica della Cavalleria ordinò alla Renault un tankette derivato dalla Renault UE per sperimentare il concetto di AMR. Un simulacro in legno con lo scafo più spazioso fu presentato durante marzo del 1932 e vinse contro il mezzo della Citroën. Il 20 aprile arrivò un ordine di 5 prototipi che avrebbero dovuto prendere parte alle manovre della cavalleria nello Champagne. Consegnati a luglio, furono riuniti due mesi più tardi nella prima unità meccanizzata dell'esercito francese, il "Distaccamento meccanico speciale per la sicurezza". Durante le prove dimostrarono di essere poco bilanciati, con un apparato motore troppo rumoroso e un modesto raggio d'azione di circa 100 km, ma almeno presentavano un'eccellente agilità.
Ai primi di dicembre dello stesso anno i 5 veicoli sperimentali furono esaminati dalla Commissione militare di Vincennes, che evidenziò le necessità di installare serbatoi più capienti e di una corazza più spessa. Ad aprile 1933 la Renault completò due modelli che, oltre ad avere le caratteristiche indicate dalla Commissione, presentavano una diversa meccanica: uno montava sospensioni a molla orizzontali gommate, l'altro verticali gommate; entrambe furono testate a giugno. Sebbene l'azienda francese preferisse queste ultime, i militari imposero l'uso delle sospensioni orizzontali e il veicolo così equipaggiato fu accettato il 6 giugno con la denominazione Auto Mitrailleuse de Cavalerie type Reconnaissance modele 1933, abbreviata in AMR 33; la ditta invece lo indicava come Renault VM.

### Produzione
Mentre si svolgevano le prime esaminazioni e prove, i comandi della cavalleria avevano contattato la Renault e ordinato 45 unità l'8 marzo 1933, commessa seguita da una seconda di 20 veicoli il 22 giugno; durante l'autunno alla ditta furono richiesti altri 50 mezzi. Le consegne degli AMR iniziarono solo il 1º giugno 1934 a causa di mancanza di fondi, ma progredirono rapidamente. In contemporanea i 5 prototipi furono portati alla standard produttivi installandovi una torretta ottagonale in posizione decisamente arretrata.
Durante la costruzione fu utilizzata una torretta AVIS-1 (progettata da un'officina di Vincennes) che, montata più avanti sullo scafo, garantiva migliore visibilità del modello Schneider; era inoltre dotata di una botola d'osservazione adoperabile dal comandante. A settembre la produzione terminò con un totale di 123 veicoli, dei quali 115 già consegnati ed entrati nei ranghi delle forze armate.

### Impiego operativo
Appena consegnati, gli AMR furono suddivisi tra le cinque divisioni di cavalleria, ognuna delle quali aveva uno squadrone di 15 carri; solo la 4ª Divisione ne ebbe 14. Durante il 1935 quest'ultima unità cominciò il processo di trasformazione in divisione corazzata, che avrebbe dovuto contare sei squadroni di AMR 33; tra il 1936 e il 1937 s'inizio a creare una seconda unità blindata. Le due nuove formazioni furono chiamate I e II Division Légerè Mécanique e disponevano ciascuna di tre squadroni corazzati, preposti all'accompagnamento e protezione dei reparti di fanteria motorizzata. In questo periodo, però, i comandi francesi stavano sostituendo i piccoli AMR 33 con i loro successori, gli AMR 35.
Durante la Campagna di Francia della primavera del 1940, gli AMR 33 ancora in servizio erano decisamente obsoleti per lo scarso armamento, le sottili corazze e le sospensioni inadatte ai terreni sconnessi. Gli esemplari catturati dai tedeschi furono rinominati Panzerspähwagen VM 701 (f) e lasciati in Francia per combattere i partigiani.

## Caratteristiche
L'AMR 33 era un veicolo dalle contenute dimensioni e con un equipaggio di 2 uomini, che accedeva al mezzo da un portellone a doppia anta ricavato nel retro: il comandante trovava posto nella torretta modello speciale Schneider, decentrata a sinistra e arretrata, mentre il guidatore sedeva accanto al motore montato alla sua destra: esso era un Renault da 8 cilindri capace di 84 hp e di una velocità massima di 55–60 km/h, garante un'autonomia di 200 chilometri; era collegato a un cambio Cleveland con quattro marce avanti e una retromarcia. La marcia avveniva tramite cingoli larghi 200 mm dotati di guide esterne, che si muovevano su un treno di rotolamento composto per lato da una ruota motrice anteriore, una di rinvio posteriore, quattro portanti e quattro rulli tendicingolo: la coppia centrale di ruote era unita a un carrello, a sua volta assicurato a una mollone verticale; stesse sospensioni montate in orizzontale equipaggiavano, separatamente, la prima e l'ultima ruote.
La corazzatura, non particolarmente spessa, era ottenuta mediante rivettatura; la torretta era protetta su tutti i lati da 13 mm, tranne per la parte posteriore di 8 mm; lo scafo aveva piastre da 13 mm frontali e da 8 sui fianchi e sul retro, valore che scendeva a 6 mm nella sezione superiore e a 5 sul fondo. L'armamento consisteva in una mitragliatrice MAC 1931C (Reibel) da 7,5 mm protetta da un mantello spesso 13 mm e utilizzata dal comandante, che doveva inoltre dare ordini al pilota e coordinarsi con i carri amici; sul tetto della torretta, corazzato con 6 mm d'acciaio, vi era un piccolo supporto per una seconda Reibel, che solitamente l'equipaggio si portava dietro per adoperarla in funzione contraerei. Sebbene fosse un carro da ricognizione, non disponeva di nessun apparecchio radio. Il peso complessivo del veicolo ascendeva a 5,5 tonnellate: esso era in grado di gestire ostacoli alti0, 45 metri, fossati larghi fino a 1,45 metri e guadi profondi non oltre 0,60 metri.

## Varianti
Basandosi sullo scafo dell'AMR 33, si cercò di realizzare un cacciacarri armato di un cannone da 37 mm, denominato Engin P, ma pare che il progetto decadde rapidamente. Durante il 1935 tre esemplari dell'AMR 33 furono ritirati e adoperati per lo sviluppo dell'AMR 35: la Renault attese dunque alla fabbricazione di altrettanti veicoli.